# Veillonella atypica
Veillonella atypica è una specie di batterio appartenente alla famiglia delle Acidaminococcaceae.